# Menaam
Menaam (en néerlandais : Menaldum) est un village de la commune néerlandaise de Waadhoeke, dans la province de Frise.

## Géographie
Le village est situé à 8 km à l'ouest de Leeuwarden.

## Histoire
Menaam est le chef-lieu de la commune de Menameradiel, avant le 1er janvier 2018, où celle-ci est supprimée et fusionnée avec Franekeradeel, Het Bildt et une partie de Littenseradiel pour former la nouvelle commune de Waadhoeke.

## Démographie
Le 1er janvier 2018, le village comptait 2 650 habitants.